# Buchenwald-barnen

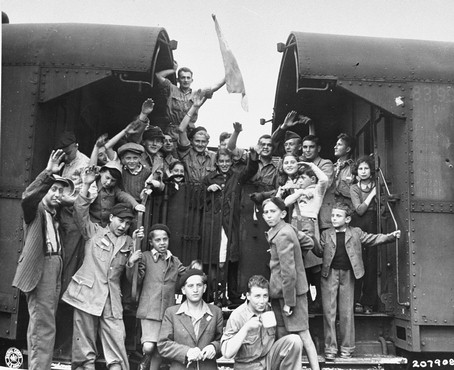
Några av Buchenwald-barnen som räddades av amerikanska trupper den 11 april 1945. Tåget är på väg till Frankrike.

Buchenwald-barnen var en grupp på omkring 1 000 överlevande barn som amerikanska trupper fann i koncentrationslägret Buchenwald den 11 april 1945. De flesta barnen kom ursprungligen från Polen, men där fanns också ungrare, slovener med flera.